# Ophion adeus
Ophion adeus är en stekelart som beskrevs av Ian D. Gauld 1977. Ophion adeus ingår i släktet Ophion och familjen brokparasitsteklar. Inga underarter finns listade i Catalogue of Life.